# 雅各布·西皮奧
雅各布·蒙塔茲·西皮奧（英語：Jacob Muntaz Scipio，1993年1月10日—），英格蘭男演員和編劇，知名於2020年電影《絕地戰警FOR LIFE》中飾演的反派角色艾曼多·阿雷塔斯（Armando Aretas）。他時常出演英國電視劇，包括《白牙》（2002年）、《鈴聲照響》（2007年至2009年）、《倫敦女孩》（2013年）和《要命》（2018年）。

## 早期生活
雅各布·西皮奧出生於倫敦伊斯靈頓，父親是蓋亞那人，母親是英格蘭人。他在倫敦高門成長。曾就讀英格蘭聖麥可教堂小學（St. Michael’s Church of England）。高中畢業後，西皮奧就讀艾塞克斯大學並順利畢業。哥哥泰勒·西皮奧（Taylor Scipio）是演員、導演和製片人。

## 職業生涯
只有九個月大的西皮奧1994年時就在BBC電視劇《第一場》中演出自己首部作品，他在一集中扮演茱莉·華特絲角色的兒子。之後，就學時期的他陸續出演多部英國電影、電視劇和舞台劇，其中包括電視劇《白牙》（2002年）、《鈴聲照響》（2007年至2009年）、《倫敦女孩》（2013年）和《迪克西》（2015年）。2011年在遊戲節目《克維茲》擔任主持，隔年出演愛滋病宣傳活動短片《不敗》（Undefeated），放映於第65届戛纳电影节的短片角落（Short Film Corner）單元。2016年，西皮奧和哥哥泰勒創立了CPO製片公司（CPO Productions），之後編寫了幾部由哥哥泰勒執導的短片劇本，如《牛仔與天使》（Cowboys & Angels，2016年）、《編劇集團》（The Writers Group，2018年）及《合作愉快》（Cooped Up，2019年）。
西皮奧於2018年出演電視情景喜劇《要命》第二季。2019年簽約參演電影《瓦爾多》（2022年）以及《湯姆·克蘭西之冷血悍將》（2021年）。
2020年，西皮奧在阿迪爾·艾爾·阿比與畢拉爾·法拉執導的動作喜劇片《絕地戰警FOR LIFE》中飾演的反派角色艾曼多·阿雷塔斯（Armando Aretas），在片中是個冷血殺手。他為了不讓該角過於平凡，從過去十年中電影界最臭名昭著的兩位反派——希斯·萊傑的小丑和喬許·布洛林的薩諾斯上尋找靈感。同年還出演了戰爭片《72小時前哨救援》。
2021年1月，西皮奧加入Netflix驚悚電視劇《母親的遺落拼圖》中飾演麥可·瓦爾加斯（Michael Vargas），改編自卡琳·斯勞特的同名小說。

## 作品列表

### 電影
| 年份 | 標題                         | 角色                                     | 附註         |
| ---- | ---------------------------- | ---------------------------------------- | ------------ |
| 2012 | 《不敗》（Undefeated）                 | 路易（Louis）                                 | 短片         |
| 2016 | 《牛仔與天使》（Cowboys & Angels）           | 肯恩（Kane）                                 | 短片；兼編劇 |
| 2017 | 《建築師巴布：巨型機器》（Bob the Builder: Mega Machines） | 李歐（Leo）                                 | 英國版配音   |
| 2018 | 《潛艦獵殺令》               | 聲納操作員#2                             |              |
| 2018 | 《編劇集團》（The Writers Group）             | 克里斯（Chris）                               | 短片；兼編劇 |
| 2018 | 《萌鼠追擊大作戰》           | 傑·「麥克」·麥肯齊／特洛伊／餐廳經理（Jay 'Mac' MacKenzie / Troy (Mine Choir) / Restaurant Manager） | 配音         |
| 2019 | 《鐵拳威龍》（We Die Young）             | 湯瑪斯（Tomas）                               |              |
| 2019 | 《合作愉快》（Cooped Up）             | -                                        | 短片；編劇   |
| 2019 | 《你會怎樣》（What You Will）             | 札克（Zac）                                 | 短片         |
| 2020 | 《72小時前哨救援》           | 賈斯汀·T·加萊戈斯上士（Staff Sergeant Justin T. Gallegos）                |              |
| 2020 | 《絕地戰警FOR LIFE》         | 艾曼多·阿雷塔斯（Armando Aretas）                      |              |
| 2021 | 《湯姆·克蘭西之冷血悍將》    | 海徹（Hatchet）                                 |              |
| 2022 | 《瓦爾多》                   | 唐·Q（Don Q）                                 |              |
| 2022 | 《超吉任務》                 | 卡洛斯（Carlos）                               |              |
| 2022 | 《蝙蝠女孩》                 | 安東尼·布雷西（Anthony Bressi）                        | 取消發行電影 |
| 2023 | 《浴血任務4》                | 蓋蘭（Galan）                                 |              |
| 2024 | 《絕地戰警：生死與共》       | 艾曼多·阿雷塔斯                          |              |

### 電視
| 年份      | 標題                                 | 角色                           | 附註          |
| --------- | ------------------------------------ | ------------------------------ | ------------- |
| 1994      | 《第一場》                           | 奇科（Chico）                       | 單集：〈〉    |
| 2002      | 《白牙》                             | 年幼的馬吉德／米亞／馬吉德（Young Magid / Millat / Magid） | 迷你劇；2集   |
| 2005      | 《霍爾比市》                         | 克里斯·斯萊特利（Kris Slattery）            | 單集：〈〉    |
| 2007–2009 | 《鈴聲照響》                         | 比特（Bip）                       | 電視短片；6集 |
| 2010      | 《CBeebies聖誕啞劇2010：阿拉丁》（CBeebies Christmas Panto 2010: Aladdin） | 精靈                           | 電視電影      |
| 2011      | 《克維茲》                           | 他自己（主持人）               | 單集：〈〉    |
| 2013      | 《倫敦女孩》                         | 泰勒·布萊恩（Tyler Blaine）                | 3集           |
| 2015      | 《迪克西》                           | 路易士（Lewis）                     | 22集          |
| 2015      | 《達妮的城堡》                       | 湯瑪斯（Tomas）                     | 單集：〈〉    |
| 2015–2018 | 《建築師巴布》                       | 李歐                           | 英國版配音    |
| 2018      | 《要命》                             | 來電者                         | 6集           |
| 2021      | 《母親的遺落拼圖》                   | 麥可·瓦爾加斯（Michael Vargas）              | 8集           |

## 外部連結
- 雅各布·西皮奧在互联网电影资料库（IMDb）上的資料（英文）